# جيمس إيكهاوس
جيمس إيكهاوس (بالإنجليزية: James Eckhouse)‏ هو ممثل أمريكي، ولد في 14 فبراير 1955 بشيكاغو في الولايات المتحدة.

## أعمال

### أفلام
- (1988) كبير[2][3]
- (1988) كوكتيل
- (2000)  ملك الأحلام
- (2005) خمن من[4]
- (2012) المنتقمون[5][6]

### مسلسلات
- نيو أورليانز
- بيفرلي هيلز 90210
- ذا غود وايف
- عقول إجرامية
- كاسل

## وصلات خارجية
- جيمس إيكهاوس على موقع IMDb (الإنجليزية)
- جيمس إيكهاوس على موقع ألو سيني (الفرنسية)
- جيمس إيكهاوس على موقع ميوزك برينز (الإنجليزية)
- جيمس إيكهاوس على موقع أول موفي (الإنجليزية)
- جيمس إيكهاوس على موقع قاعدة بيانات برودواي على الإنترنت (الإنجليزية)
- جيمس إيكهاوس على موقع قاعدة بيانات الأفلام السويدية (السويدية)
- جيمس إيكهاوس على موقع إن إن دي بي (الإنجليزية)
- جيمس إيكهاوس على موقع ديسكوغز (الإنجليزية)
- جيمس إيكهاوس على موقع قاعدة بيانات الفيلم (الإنجليزية)
- جيمس إيكهاوس على موقع كينوبويسك (الروسية)